# Satz von Rademacher
Der Satz von Rademacher, benannt nach dem deutschen Mathematiker Hans Rademacher, ist ein Satz der Analysis über Lipschitz-stetige Funktionen. 

## Aussage
Seien {\displaystyle n,m\in \mathbb {N} } natürliche Zahlen, {\displaystyle U\subseteq \mathbb {R} ^{n}} eine offene Teilmenge eines euklidischen Raumes und schließlich {\displaystyle f\colon U\to \mathbb {R} ^{m}} eine Lipschitz-stetige Funktion. Dann ist {\displaystyle f} fast überall (total) differenzierbar.
Das heißt, die Menge aller Punkte, in denen {\displaystyle f} nicht differenzierbar ist, ist eine Lebesgue-Nullmenge.

## Verallgemeinerung
Es gibt eine Verallgemeinerung für Funktionen {\displaystyle f\colon U\to (X,d_{X})}, wobei {\displaystyle X} nun einen beliebigen metrischen Raum bezeichne.
Zunächst ist jedoch nicht klar, wie sich obiger Satz auf diesen Fall übertragen lässt, denn ein metrischer Raum trägt nicht a priori auch eine lineare Struktur. 
Fasst man {\displaystyle f} als Funktion zwischen normierten Räumen auf und legt die Fréchet-Differenzierbarkeit zu Grunde, dann wird der Satz sogar falsch:
Als Gegenbeispiel dient hier klassisch die Funktion {\displaystyle \Phi \colon [0;1]\to L^{1}([0;1]),\ t\mapsto \chi _{[0,t]}}, wobei {\displaystyle \chi _{[0,t]}} die charakteristische Funktion des Intervalls {\displaystyle [0,t]} bezeichne.
Es gilt für beliebige {\displaystyle \ 1\geq y\geq x\geq 0}
{\displaystyle \|\Phi (y)-\Phi (x)\|_{L^{1}}=\int _{0}^{1}|\chi _{[0,y]}(t)-\chi _{[0,x]}(t)|\,dt=\int _{x}^{y}1\ dt=|y-x|}.
Dabei bezeichne {\displaystyle \|{\cdot }\|_{L^{1}}} die L1-Norm. Das heißt, {\displaystyle \Phi } ist eine Isometrie und damit erst recht Lipschitz-stetig, es lässt sich aber zeigen, dass {\displaystyle \Phi } nirgendwo Fréchet-differenzierbar ist.
Der deutsche Mathematiker Bernd Kirchheim hat nun aber den Satz von Rademacher in einem anderen Sinne verallgemeinern können:
Ist eine Funktion von einem euklidischen in einen metrischen Raum Lipschitz-stetig, so ist sie fast überall metrisch differenzierbar.